# شمایل‌نگاری

سفیران هلباین (۱۵۵۳) اثری پیچیده است که همچنان موضوع بحث شمایل‌نگاری محسوب می شود.

شمایل‌نگاری (به انگلیسی: Iconography) به‌عنوان یکی از شاخه‌ها تاریخ هنر مطالعاتی در زمینهٔ شناسایی، توصیف و تفسیر محتوای تصاویر شامل موارد ترسیم‌شده، ترکیب بندی‌های خاص و جزئیات اجرا و عناصر دیگر سبک اثر هنری است. ریشهٔ کلمهٔ آیکونوگرافی از کلمات یونانی εἰκών به معنای «تصویر» و γράφειν به معنای «نوشتن» است، اما معنای ثانویهٔ این کلمه (براساس ترجمه‌ای غیر استاندارد و با مراجعه به معادل روسی و یونانی) برابر تولید تصاویر مذهبی با نام «شمایل» است. برای آگاهی بیشتر؛ بنگرید به هنر بیزانسی و کلیسای ارتدوکس شرقی. در تاریخ هنر، یکی از معانی دیگر شمایل نگاری شامل «چگونگی» ترسیم یک موضوع برحسب محتوای تصویر است؛ مانند تعداد افراد، چگونگی حرکت آن‌ها و….
این کلمهٔ به‌جز تاریخ هنر در رشته‌های دانشگاهی دیگری نیز کاربرد دارد؛ از جمله نشانه‌شناسی، مطالعات رسانه و در حالت عمومی شمایل‌نگاری برای محتوای تصاویر و ارتباط آن‌ها با یکدیگر به‌کار می‌رود. در برخی موارد تمایز بین «شمایل‌شناسی» و «شمایل‌نگاری» دشوار است، درحالیکه تعاریفِ آن‌ها از یکدیگر کاملاً مشخص است.
پس از مهاجرت پانوفسکی به آمریکا در سال ۱۹۳۱ شاگردان وی مانند فردریک هارت و مایر اسکاپریو مکتب او را ادامه دادند.

## مطالعات شمایل‌نگاری

### بنیادهای شمایل‌نگاری
در میان نویسندگان متقدم غربی که توجه خاصی را به محتوای تصاویر مبذول داشته‌اند، جورجو وازاری مدعی شده‌است که دریافت و تفسیر محتوای نقاشی‌های پلازا وچیوو در شهر فلورانس است حتی برای معاصران آگاه نیز بسیار دشوار است. جیان پترو بلوری که در قرن ۱۷ میلادی به‌سبب تألیف شرح‌حال هنرمندان شهرت داشت، آثار فراوانی را تجزیه و تحلیل کرده‌است. مطالعات لسینگ دربارهٔ پیکرهٔ کوپیدو یکی از نخستین کوشش‌ها در این زمینه است.
شمایل‌نگاری به عنوان رشته‌ای دانشگاهی ذیل تاریخ هنر از قرن نوزدهم در آثار دانشورانی همانند آدولف ناپلئون دیدرون(۱۸۰۶–۱۸۶۷)، آنتون هنریچ اسپرینگر(۱۸۲۵–۱۸۹۱) و امیل ماله(۱۸۶۲–۱۹۵۴)، متخصصان فرانسوی مشهور هنر دینی مسیحی که تمرکز خود را در این حوزه صرف کرده بودند، آغاز شد. چزاره ریپا و آن کلود فیلیپ د کایلیس با مراجعه به کوشش‌های پیشین در زمینهٔ شمایل‌نگاری به‌منظور طبقه‌بندی و سازماندهی آن، موفق‌شدند تا با تالیفات خود، با رهیافتی علمی برخلاف رهیافت مرسوم که عمدتاً معطوف به زیبایی‌شناسی بود، گام‌های مهمی را دربارهٔ فهم هنر دینی و غیردینی بردارند.
نخستین گام‌های در مسیر این مطالعات توانست مسیری را برای دانشنامه‌ها، درس‌نامه‌ها و آثار منتشرهٔ مفیدی از برای درک و دریافت محتوای آثار هنری هموار کند.

### شمایل‌نگاری در قرن بیستم
در آغاز قرن بیستم مورخ مشهور تاریخ هنر آلمان، ابی واربورگ (۱۸۶۶–۱۹۲۹)و پیروانش از جمله فریتز زاکسال(۱۸۹۰–۱۹۴۸)و اروین پانوفسکی(۱۸۹۲–۱۹۶۸)، به شناسایی و طبقه‌بندی درون‌مایه‌های شمایل‌نگاری‌ها به‌عنوان وسیله‌ای برای دریافت معانی این آثار اقدام کردند. پانوفسکی رهیافتی تأثیرگذار را در کتابی با نام مطالعاتی در باب شمایل‌شناسی(۱۹۳۹) در این زمینه بنیان نهاد. پانوفسکی در این اثر شمایل‌نگاری را یکی از رشته‌های تاریخ هنر معرفی می‌کند که هدف آن درک موضوعات و معانی آثار هنری است.
پس از مهاجرت پانوفسکی به آمریکا در سال ۱۹۳۱ شاگردان وی مانند فردریک هارت و مایر اسکارپیو راه پانوفسکی را ادامه دادند. در سال ۱۹۴۱ انتشار مقاله‌ای با عنوان درآمدی بر «شمایل‌نگاری» در معماری قرون میانه توسط ریچارد کرادهایمر، متخصص کلیساهای متقدم قرون میانه، توجه به اَشکال معماری در شمایل‌نگاری بسیار توسعه یافت. شمایل‌نگاری در دههٔ ۴۰ میلادی برای نخستین‌بار به‌عنوان شاخه‌ای از تاریخ هنر به‌چشم می‌خورد.
پیشرفت هنر عکاسی در این دوران موجب‌شد تا مجموعۀ گسترده‌ای از تصاویر شمایل‌های موجود فراهم آید.